# Cousinia congesta
Cousinia congesta là một loài thực vật có hoa trong họ Cúc. Loài này được Bunge mô tả khoa học đầu tiên năm 1865.